# Shelly Bond
Pour les articles homonymes, voir Bond.
Shelly Bond est une éditrice de bande dessinée américaine.

## Biographie
Elle entre chez Vertigo dès 1993, un mois après la création de cette filiale de DC Comics, engagée par l'éditrice Karen Berger, et y développe de nombreuses séries. En 2012, Bond devient executive editor et vice-présidente de Vertigo en remplacement de Berger mais elle est licenciée fin 2016 dans le cadre d'une « restructuration ». Fin 2017, elle lance le label Black Crown chez IDW Publishing.

## Récompenses
- 2004 : Prix Eisner de la meilleure anthologie pour Sandman : Nuits éternelles (avec Karen Berger)
- 2008 : Prix Lulu de la femme méritante pour son travail d'éditrice